# Cardoen CB-130
CB-130 – chilijska kasetowa bomba lotnicza skonstruowana w latach 80. XX wieku. Przenosi 16 odłamko-przeciwczołgowych podpocisków typu PM-1.
CB-130 jest udoskonalona wersją bomby CB-100. Podstawową zmiana jest zastosowanie innego typu podpocisku, dzięki czemu możliwe było lepsze wykorzystanie przestrzeni wewnątrz kadłuba bomby. CB-130 wyposażono także w nowy zapalnik. Przenoszona jest przez chilijskie samoloty F-5 Freedom Fighter, Mirage 5, Mirage 50 i A-36 Halcon.